# Vila Chinesa
Vila Chinesa é um bairro no município de Viana na província de Luanda, em Angola. Um dos primeiros projectos de construção cívil, fruto de acordos bilaterais entre o governo angolano e o governo chinês, o condomínio tem 195 apartamentos de tipo T2 E T3. 
Em 2010 o condomínio, administrado pela BCI Imobiliária, se encontrava num ligeiro estado de abandono. Alguns jovens moradores tentaram com grande esforço melhorar o estado do condomínio junto com a comissão de moradores.